# Andreas Mölzer
Andreas Mölzer (Leoben, 2 dicembre 1952) è un politico austriaco del Partito della Libertà Austriaco (FPÖ) ed europarlamentare, eletto alle elezioni europee del 2009.